# Campelos e Outeiro da Cabeça
Campelos e Outeiro da Cabeça (oficialmente: União das Freguesias de Campelos e Outeiro da Cabeça) é uma freguesia portuguesa do município de Torres Vedras, com 29,96 km² de área e 3795 habitantes (censo de 2021). A sua densidade populacional é 126,7 hab./km².

## História
Foi criada aquando da reorganização administrativa de 2012/2013, resultando da agregação das antigas freguesias de Campelos e Outeiro da Cabeça.

## Demografia
A população registada nos censos foi:
| Distribuição da População por Grupos Etários | Distribuição da População por Grupos Etários | Distribuição da População por Grupos Etários | Distribuição da População por Grupos Etários | Distribuição da População por Grupos Etários | Distribuição da População por Grupos Etários |
| -------------------------------------------- | -------------------------------------------- | -------------------------------------------- | -------------------------------------------- | -------------------------------------------- | -------------------------------------------- |
| Antes da agregação                           |                                              |                                              |                                              |                                              |                                              |
| Ano                                          | 0-14 anos                                    | 15-24 anos                                   | 25-64 anos                                   | >= 65 anos                                   | Total                                        |
| 2001                                         | 567                                          | 556                                          | 1935                                         | 582                                          | 3640                                         |
| 2011                                         | 555                                          | 393                                          | 2012                                         | 707                                          | 3667                                         |
| Após a agregação                             |                                              |                                              |                                              |                                              |                                              |
| Ano                                          | 0-14 anos                                    | 15-24 anos                                   | 25-64 anos                                   | >= 65 anos                                   | Total                                        |
| 2021                                         | 544                                          | 353                                          | 2038                                         | 860                                          | 3795                                         |